# Torre de la Mina Pública d'Aigües de Terrassa
La torre de la Mina Pública d'Aigües de Terrassa és una construcció del centre de Terrassa (Vallès Occidental), protegida com a bé cultural d'interès local.

## Descripció
Situada a la cantonada entre els carrers del Col·legi i de Vallhonrat, l'antiga torre de distribució d'aigua es troba adossada per dues de les seves cares a habitatges entre mitgeres, els quals supera en altura. La construcció, bastida amb maó, és de base quadrada, coberta amb teulada a quatre vessants, amb una esfera al vèrtex, i un ràfec sobresortint. Les obertures, escasses, són d'arc de mig punt; a la part superior n'hi ha una a cada cara, a la manera d'una torre campanar.

## Història
Aquesta torre d'aigües va ser bastida a final del segle xix. Segons la fitxa del Catàleg d'Elements d'Interès Històrico-Artístic de Terrassa, elaborada per l'Ajuntament d'aquest municipi, l'obra és atribuïble a l'arquitecte Joan Baptista Feu i Puig.